# Rancho Viejo, Taxco de Alarcón
Rancho Viejo är en ort i Mexiko.   Den ligger i kommunen Taxco de Alarcón och delstaten Guerrero, i den sydöstra delen av landet, 100 km söder om huvudstaden Mexico City. Rancho Viejo ligger 1 712 meter över havet och antalet invånare är 461.
Terrängen runt Rancho Viejo är varierad. Runt Rancho Viejo är det ganska tätbefolkat, med 139 invånare per kvadratkilometer. Närmaste större samhälle är Taxco de Alarcón, 5,6 km sydväst om Rancho Viejo. I omgivningarna runt Rancho Viejo växer huvudsakligen savannskog.